# Karpatenhund
Karpatenhund est un groupe allemand de pop rock, originaire de Cologne, actif entre 2004 et 2010.

## Histoire

### Débuts

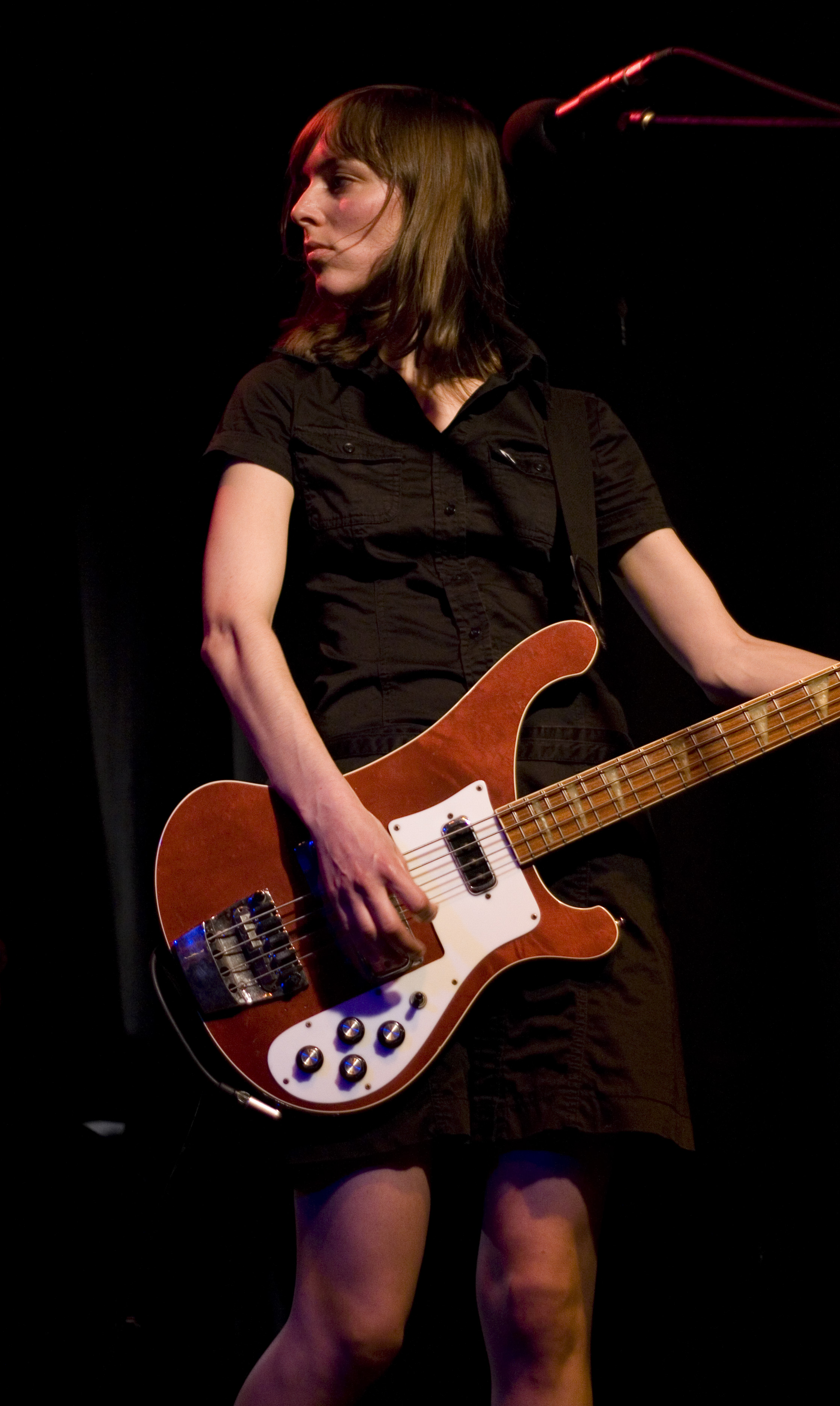
La bassiste Stefanie Schrank.

La chanteuse Claire Oelkers et Björn Sonnenberg se rencontrent en 2003 à Cologne et commencent à planifier la création d'un groupe commun pour jouer de l'indie pop avec une attitude DIY, tout en faisant de la musique « non élitiste et accessible à tous ». La formation est définitivement décidée à l'été 2004 et Stefanie Schrank, Jan Niklas Jansen et Maurizio Arca (qui formaient déjà avec Björn Sonnenberg le groupe de noise folk Locas in Love depuis 2001) les rejoignent lors des premières répétitions en décembre. Le groupe donne son premier concert en mars 2005 au club Blue Shell de Cologne. Après une longue série de concerts, les labels discographiques commencent à s'intéresser au groupe à la fin de l'année 2005 et se lancent dans une bidding war. En été 2006, Karpatenhund décide de signer avec le label Virgin Records.
Les chansons de leur EP démo et les parties du premier EP officiel Karpatenhund #1 sont produites par le groupe en collaboration avec Wolfgang Stach. Le groupe enregistre son premier album à l'automne 2006 en France dans le studio Black Box et à nouveau à Cologne (c'est également dans le studio Black Box qu'est produite la chanson Sendet Gegner avec Peter Deimel, qui figure sur l'EP #1). L'album est mixé aux États-Unis par le producteur d'Interpol Peter Katis. En novembre 2006, le premier EP Karpatenhund #1 sort, suivi au printemps 2007 par le single Gegen den Rest/Karpatenhund #2 et l'album Karpatenhund #3. Karpatenhund acquiert une plus grande notoriété lorsque son single Gegen den Rest devient début 2007 la chanson-titre de la série Türkisch für Anfänger diffusée sur la chaîne ARD. Ce premier single est également leur première apparition dans les charts. Le réalisateur Benjamin Quabeck tourne une vidéo musicale pour le single, qui est souvent diffusée sur la chaîne musicale MTV. Au même moment, début mai 2007, un reportage de quatre pages sur Karpatenhund et leur label parait dans le Spiegel.
Gegen den Rest, malgré son caractère encombrant, réussit à passer à la radio formatée, reste dix semaines dans le classement des campus et y grimpe jusqu'à la première position, tout comme dans le classement des auditeurs de SWR3, où il passe de 0 à 1, reste en pole position pendant des semaines et atteint la troisième place dans le classement annuel des auditeurs. Le groupe fait également de nombreuses apparitions à la radio et à la télévision pour promouvoir le single et l'album, et est invité entre autres dans le magazine matinal de la ZDF, sur KiKA, Tigerenten Club ou MTV TRL. Le deuxième single extrait du premier album est Ist es das was du wollte. Le single comprend un remix du morceau réalisé par Andreas Dorau, un artiste auquel Karpatenhund fait régulièrement référence, ainsi qu'une reprise enregistrée par le groupe de britpop berlinois Sternbuschweg, dont la chanson O.W. Karpatenhund est reprise en contrepartie comme face B du single. Pour le deuxième single, il n'y a pas e mesures promotionnelles d'accompagnement de la part de la maison de disques, comme par exemple une vidéo musicale. Dans le magazine musical Intro, le premier album de Karpatenhund est classé par les lecteurs à la 23e place du classement annuel des albums en janvier 2008.
L'artwork significatif de toutes les publications du groupe est l'œuvre de la bassiste Stefanie Schrank.
Sur scène, Karpatenhund assure la première partie de Razorlight, The Magic Numbers, Aereogramme, Futureheads, Juli, Trans Am et Dendemann, entre autres. Pour 2007, ils sont réservés entre autres pour le Southside, le Hurricane Festival, le Highfield, l'Open Flair, le Taubertal, le CH-Frauenfeld, pour le Deichbrand, le Big Day Out et le Reeperbahn Festival de Hambourg. En automne et en hiver 2007, Karpatenhund effectue sa première tournée de clubs dans de nombreuses villes d'Allemagne, d'Autriche et de Suisse. Les groupes de soutien qui les ont accompagnés étaient tous issus de l'entourage du groupe, par exemple Tchi, Schwervon !, Beatplanet, Katze ou Zuhause.

### Karpatenhund #7
À partir de janvier 2008, le groupe travaille sur son deuxième album. Pendant ce temps, un troisième single, Zusammen verschwinden, sort et est accompagné d'une vidéo musicale et de diverses apparitions à la télévision, dont une performance en direct sur TV Total en mars 2008, où le groupe apparait pour la première fois en uniforme de capitaine. Presque un an après ses débuts dans les charts avec Gegen Den Rest, le single se hisse à nouveau dans le top 100. C'est à cette époque que Karpatenhund et le batteur Maurizio Arca se séparent à l'amiable et que la batteuse Saskia von Klitzing (de Fehlfarben) rejoint le groupe. Selon le site web, le groupe commence à enregistrer son deuxième album en juin 2008, à nouveau au studio Black Box en France, avec Peter Deimel (Tocotronic, dEUS, Chokebore, Miossec). Pour le mixage, Karpatenhund collabore de nouveau avec Peter Katis, certains morceaux sont mixés par Tony Doogan (Mogwai, Belle and Sebastian, David Byrne, Dirty Pretty Things). 
L'album sort sous le titre Karpatenhund #7 : Der Name dieser Band ist Karpatenhund le 28 août 2009 et reçoit des critiques majoritairement positives. Il avait été précédé par l'EP Karpatenhund #6 : Wald/Mondo Cane et une vidéo de la chanson Wald, tournée par le réalisateur Hagen Decker. Le titre Mondo Cane fait allusion au film homonyme de Gualtiero Jacopetti, le titre de l'album à The Name of This Band Is Talking Heads des Talking Heads.
Les Karpatenhunds donnent leurs derniers concerts durant l'été 2010 et sont depuis inactifs, même s'ils ne sont pas officiellement dissous. Lors d'une interview avec Rolling Stone en 2011, Björn Sonnenberg déclare : « Cependant, nous avons le sentiment que le deuxième album de Karpatenhund contient tout ce que nous pouvons accomplir musicalement avec ce projet, de sorte que nous ne verrions pas ce qu'il faudrait ajouter à cela pour le moment. Nous verrons si, quand et comment ça continuera, ça dépendra si une idée nous vient et que nous la trouvons excitante ».
Fin 2014, le groupe ouvre ses archives et publié numériquement via Bandcamp des morceaux inédits de toutes les phases de création, notamment les compilations Necronomicon (une allusion au Necronomicon, le « livre du mal » de H. P. Lovecraft) et Die Band im Zeitalter der technischen Reproduzierbarkeit (en référence à l'essai de Walter Benjamin sur la philosophie des médias, Das Kunstwerk im Zeitalter seiner technische Reproduzierbarkeit). 

## Discographie

### Albums studio
- 2007 : Karpatenhund #3
- 2009 : Karpatenhund #7: Der Name dieser Band ist Karpatenhund

### Compilations
- 2014 : Karpatenhund #9: Necronomicon
- 2014 : Karpatenhund #10: Die Band im Zeitalter der technischen Reproduzierbarkeit
- 2014 : Wir waren niemals hier – Single B-Sides 2007–2009

### EP
- 2006 – Karpatenhund #1
- 2009 – Karpatenhund #6: Wald

### Singles
| Année | Titre                                       | Meilleure position | Album                                                  |
| Année | Titre                                       | ALL                | Album                                                  |
| ----- | ------------------------------------------- | ------------------ | ------------------------------------------------------ |
| 2007  | Karpatenhund #2: Gegen den Rest             | 43                 | Karpatenhund #3                                        |
| 2007  | Karpatenhund #4: Ist es das was du wolltest | —                  | Karpatenhund #3                                        |
| 2008  | Karpatenhund #5: Zusammen verschwinden      | 97                 | Karpatenhund #3                                        |
| 2009  | Notfalls werde ich für immer warten         | —                  | Karpatenhund #7: Der Name dieser Band ist Karpatenhund |